# 小云尚站
小云尚站是位于贵州省盘县洒基镇的一个铁路车站，邮政编码561621。车站建于1987年，有盘西铁路经过该站，现仅办理货运业务，不办理客运业务，车站及其上下行区间均已电气化。车站距离沾益站143公里，隶属昆明铁路局曲靖车务段，是四等站。